# Dieffenbachia obliqua
Dieffenbachia obliqua Poepp. è una pianta erbacea perenne sempreverde della famiglia delle Aracee.

## Distribuzione e habitat
La specie è endemica del Perù.